# Calophasia orontii
Calophasia orontii là một loài bướm đêm trong họ Noctuidae.